# Tour de San Luis 2013
La 7e édition du Tour de San Luis a eu lieu du 21 au 27 janvier 2013. La compétition est classée en 2.1 dans l'UCI America Tour 2013.
L'épreuve a été remportée par l'Argentin Daniel Díaz (San Luis-Somos Todos) devant l'Américain Tejay van Garderen (BMC Racing) et le Brésilien Alex Diniz (Funvic Brasilinvest-São José dos Campos) vainqueur de la 3e étape.
Les coéquipiers et compatriotes de Díaz remportent les classements des sprints et de la montagne respectivement par Leandro Messineo et Emanuel Guevara, ce dernier vainqueur également de la 5e étape. Un autre coureur local, Alejandro Sivori (Équipe nationale d'Argentine), termine meilleur jeune alors que la formation américaine BMC Racing finit meilleure équipe.

## Présentation

### Équipes
Classé en catégorie 2.1 de l'UCI America Tour, le Tour de San Luis est par conséquent ouverte aux UCI ProTeams dans la limite de 50 % des équipes participantes, aux équipes continentales professionnelles, aux équipes continentales et à des équipes nationales.
25 équipes participent à ce Tour de San Luis : 10 ProTeams, 8 équipes continentales professionnelles, 6 équipes continentales et 3 équipes nationales :
| Nom de l'équipe         | Pays       | Code |
| ----------------------- | ---------- | ---- |
| AG2R La Mondiale        | France     | ALM  |
| Astana                  | Kazakhstan | AST  |
| BMC Racing              | États-Unis | BMC  |
| Cannondale              | Italie     | CAN  |
| Lampre-Merida           | Italie     | LAM  |
| Lotto-Belisol           | Belgique   | LTB  |
| Movistar                | Espagne    | MOV  |
| Omega Pharma-Quick Step | Belgique   | OPQ  |
| Orica-GreenEDGE         | Australie  | OGE  |
| Saxo-Tinkoff            | Danemark   | TST  |

| Nom de l'équipe              | Pays      | Code |
| ---------------------------- | --------- | ---- |
| Équipe nationale d'Argentine | Argentine | ARG  |
| Équipe nationale de Cuba     | Cuba      | CUB  |
| Équipe nationale du Mexique  | Mexique   | MEX  |

| Nom de l'équipe              | Pays       | Code |
| ---------------------------- | ---------- | ---- |
| Androni Giocattoli-Venezuela | Italie     | AND  |
| Bardiani Valvole-CSF Inox    | Italie     | BAR  |
| Caja Rural                   | Espagne    | CJR  |
| CCC Polsat Polkowice         | Pologne    | CCC  |
| Katusha                      | Russie     | KAT  |
| NetApp-Endura                | Allemagne  | TNE  |
| UnitedHealthcare             | États-Unis | UHC  |
| Vini Fantini-Selle Italia    | Italie     | VIN  |

| Nom de l'équipe                         | Pays       | Code |
| --------------------------------------- | ---------- | ---- |
| ASC Dukla Praha                         | Tchéquie   | ADP  |
| Buenos Aires Provincia                  | Argentine  | BAP  |
| Clos de Pirque-Trek                     | Chili      | CPT  |
| Funvic Brasilinvest-São José dos Campos | Brésil     | FUN  |
| Jamis-Hagens Berman                     | États-Unis | JSH  |
| San Luis-Somos Todos                    | Argentine  | SLS  |

## Étapes
| Étape     | Date       | Villes étapes                           |                             | Distance (km) | Vainqueur d’étape | Leader du classement général |
| --------- | ---------- | --------------------------------------- | --------------------------- | ------------- | ----------------- | ---------------------------- |
| 1re étape | 21 janvier | San Luis - Villa Mercedes               |                             | 164           | Mark Cavendish    | Mark Cavendish               |
| 2e étape  | 22 janvier | Tilisarao - Terrazas del Portezuelo     |                             | 171,4         | Sacha Modolo      | Sacha Modolo                 |
| 3e étape  | 23 janvier | La Punta - Mirador Potrero de Los Funes |                             | 173,1         | Alex Diniz        | Alex Diniz                   |
| 4e étape  | 24 janvier | San Luis - San Luis                     | Contre-la-montre individuel | 19,2          | Svein Tuft        | Michał Kwiatkowski           |
| 5e étape  | 25 janvier | Juana Koslay - Carolina                 |                             | 169,8         | Emanuel Guevara   | Daniel Díaz                  |
| 6e étape  | 26 janvier | Quines - Mirador del Sol                |                             | 156,6         | Alberto Contador  | Daniel Díaz                  |
| 7e étape  | 27 janvier | San Luis - Juana Koslay                 |                             | 154,7         | Mattia Gavazzi    | Daniel Díaz                  |

## Déroulement de la course

### 1reétape
|    | Coureur              | Équipe                       |    | Temps           |
| -- | -------------------- | ---------------------------- | -- | --------------- |
| 1  | Mark Cavendish       | Omega Pharma-Quick Step      | en | 3 h 48 min 04 s |
| 2  | Sacha Modolo         | Bardiani Valvole-CSF Inox    | +  | m.t             |
| 3  | Alessandro Petacchi  | Lampre-Merida                |    | m.t             |
| 4  | Leigh Howard         | Orica-GreenEDGE              |    | m.t             |
| 5  | Peter Sagan          | Cannondale                   |    | m.t             |
| 6  | Rafael Andriato      | Vini Fantini-Selle Italia    |    | m.t             |
| 7  | Francesco Lasca      | Caja Rural                   |    | m.t             |
| 8  | Thor Hushovd         | BMC Racing                   |    | m.t             |
| 9  | Kenny Dehaes         | Lotto-Belisol                |    | m.t             |
| 10 | Miguel Ángel Rubiano | Androni Giocattoli-Venezuela |    | m.t             |

|    | Coureur              | Équipe                       |    | Temps           |
| -- | -------------------- | ---------------------------- | -- | --------------- |
| 1  | Mark Cavendish       | Omega Pharma-Quick Step      | en | 3 h 48 min 04 s |
| 2  | Sacha Modolo         | Bardiani Valvole-CSF Inox    | +  | m.t             |
| 3  | Alessandro Petacchi  | Lampre-Merida                |    | m.t             |
| 4  | Leigh Howard         | Orica-GreenEDGE              |    | m.t             |
| 5  | Peter Sagan          | Cannondale                   |    | m.t             |
| 6  | Rafael Andriato      | Vini Fantini-Selle Italia    |    | m.t             |
| 7  | Francesco Lasca      | Caja Rural                   |    | m.t             |
| 8  | Thor Hushovd         | BMC Racing                   |    | m.t             |
| 9  | Kenny Dehaes         | Lotto-Belisol                |    | m.t             |
| 10 | Miguel Ángel Rubiano | Androni Giocattoli-Venezuela |    | m.t             |

### 2eétape
|    | Coureur             | Équipe                    |    | Temps           |
| -- | ------------------- | ------------------------- | -- | --------------- |
| 1  | Sacha Modolo        | Bardiani Valvole-CSF Inox | en | 3 h 50 min 08 s |
| 2  | Mark Cavendish      | Omega Pharma-Quick Step   | +  | m.t             |
| 3  | Leigh Howard        | Orica-GreenEDGE           |    | m.t             |
| 4  | Jens Debusschere    | Lotto-Belisol             |    | m.t             |
| 5  | Peter Sagan         | Cannondale                |    | m.t             |
| 6  | Alessandro Petacchi | Lampre-Merida             |    | m.t             |
| 7  | Francesco Chicchi   | Vini Fantini-Selle Italia |    | m.t             |
| 8  | Manuel Belletti     | AG2R La Mondiale          |    | m.t             |
| 9  | Francesco Lasca     | Caja Rural                |    | m.t             |
| 10 | Scott Thwaites      | NetApp-Endura             |    | m.t             |

|    | Coureur              | Équipe                       |    | Temps           |
| -- | -------------------- | ---------------------------- | -- | --------------- |
| 1  | Sacha Modolo         | Bardiani Valvole-CSF Inox    | en | 7 h 38 min 12 s |
| 2  | Mark Cavendish       | Omega Pharma-Quick Step      | +  | m.t             |
| 3  | Leigh Howard         | Orica-GreenEDGE              |    | m.t             |
| 4  | Alessandro Petacchi  | Lampre-Merida                |    | m.t             |
| 5  | Peter Sagan          | Cannondale                   |    | m.t             |
| 6  | Francesco Lasca      | Caja Rural                   |    | m.t             |
| 7  | Manuel Belletti      | AG2R La Mondiale             |    | m.t             |
| 8  | Jake Keough          | UnitedHealthcare             |    | m.t             |
| 9  | Miguel Ángel Rubiano | Androni Giocattoli-Venezuela |    | m.t             |
| 10 | Josué Moyano         | Caja Rural                   |    | m.t             |

### 3eétape
|    | Coureur               | Équipe                                  |    | Temps           |
| -- | --------------------- | --------------------------------------- | -- | --------------- |
| 1  | Alex Diniz            | Funvic Brasilinvest-São José dos Campos | en | 4 h 29 min 36 s |
| 2  | Mauro Santambrogio    | Vini Fantini-Selle Italia               | +  | 24 s            |
| 3  | Michał Kwiatkowski    | Omega Pharma-Quick Step                 |    | 24 s            |
| 4  | Bart De Clercq        | Lotto-Belisol                           |    | 25 s            |
| 5  | Tejay van Garderen    | BMC Racing                              |    | 25 s            |
| 6  | Jurgen Van den Broeck | Lotto-Belisol                           |    | 25 s            |
| 7  | Daniel Díaz           | San Luis-Somos Todos                    |    | 29 s            |
| 8  | Diego Ulissi          | Lampre-Merida                           |    | 34 s            |
| 9  | Miguel Ángel Rubiano  | Androni Giocattoli-Venezuela            |    | 34 s            |
| 10 | André Cardoso         | Caja Rural                              |    | 34 s            |

|    | Coureur               | Équipe                                  |    | Temps            |
| -- | --------------------- | --------------------------------------- | -- | ---------------- |
| 1  | Alex Diniz            | Funvic Brasilinvest-São José dos Campos | en | 12 h 07 min 48 s |
| 2  | Mauro Santambrogio    | Vini Fantini-Selle Italia               | +  | 24 s             |
| 3  | Michał Kwiatkowski    | Omega Pharma-Quick Step                 |    | 24 s             |
| 4  | Jurgen Van den Broeck | Lotto-Belisol                           |    | 25 s             |
| 5  | Bart De Clercq        | Lotto-Belisol                           |    | 25 s             |
| 6  | Tejay van Garderen    | BMC Racing                              |    | 25 s             |
| 7  | Daniel Díaz           | San Luis-Somos Todos                    |    | 29 s             |
| 8  | Miguel Ángel Rubiano  | Androni Giocattoli-Venezuela            |    | 34 s             |
| 9  | André Cardoso         | Caja Rural                              |    | 34 s             |
| 10 | Diego Ulissi          | Lampre-Merida                           |    | 34 s             |

### 4eétape
|    | Coureur               | Équipe                  |    | Temps       |
| -- | --------------------- | ----------------------- | -- | ----------- |
| 1  | Svein Tuft            | Orica-GreenEDGE         | en | 22 min 14 s |
| 2  | Leandro Messineo      | San Luis-Somos Todos    | +  | 7 s         |
| 3  | Michał Kwiatkowski    | Omega Pharma-Quick Step |    | 11 s        |
| 4  | Vincenzo Nibali       | Astana                  |    | 14 s        |
| 5  | Adriano Malori        | Lampre-Merida           |    | 19 s        |
| 6  | Jorge Giacinti        | San Luis-Somos Todos    |    | 26 s        |
| 7  | Tejay van Garderen    | BMC Racing              |    | 33 s        |
| 8  | Eloy Teruel           | Movistar                |    | 34 s        |
| 9  | Sylvain Chavanel      | Omega Pharma-Quick Step |    | 47 s        |
| 10 | Jurgen Van den Broeck | Lotto-Belisol           |    | 52 s        |

|    | Coureur               | Équipe                                  |    | Temps            |
| -- | --------------------- | --------------------------------------- | -- | ---------------- |
| 1  | Michał Kwiatkowski    | Omega Pharma-Quick Step                 | en | 12 h 30 min 37 s |
| 2  | Tejay van Garderen    | BMC Racing                              | +  | 23 s             |
| 3  | Jurgen Van den Broeck | Lotto-Belisol                           |    | 42 s             |
| 4  | Alex Diniz            | Funvic Brasilinvest-São José dos Campos |    | 45 s             |
| 5  | Bart De Clercq        | Lotto-Belisol                           |    | 54 s             |
| 6  | Alberto Contador      | Saxo-Tinkoff                            |    | 1 min 10 s       |
| 7  | Daniel Díaz           | San Luis-Somos Todos                    |    | 1 min 12 s       |
| 8  | Diego Ulissi          | Lampre-Merida                           |    | 1 min 12 s       |
| 9  | Sylvain Chavanel      | Omega Pharma-Quick Step                 |    | 1 min 24 s       |
| 10 | Jesús Herrada         | Movistar                                |    | 1 min 24 s       |

### 5eétape
|    | Coureur              | Équipe                                  |    | Temps           |
| -- | -------------------- | --------------------------------------- | -- | --------------- |
| 1  | Emanuel Guevara      | San Luis-Somos Todos                    | en | 4 h 17 min 48 s |
| 2  | Daniel Díaz          | San Luis-Somos Todos                    | +  | 15 s            |
| 3  | Miguel Ángel Rubiano | Androni Giocattoli-Venezuela            |    | 1 min 17 s      |
| 4  | Arnold Alcolea       | Équipe nationale de Cuba                |    | 1 min 17 s      |
| 5  | Janier Acevedo       | Jamis-Hagens Berman                     |    | 1 min 21 s      |
| 6  | Tejay van Garderen   | BMC Racing                              |    | 1 min 21 s      |
| 7  | Alberto Contador     | Saxo-Tinkoff                            |    | 1 min 21 s      |
| 8  | Alex Diniz           | Funvic Brasilinvest-São José dos Campos |    | 1 min 21 s      |
| 9  | Mauro Santambrogio   | Vini Fantini-Selle Italia               |    | 1 min 41 s      |
| 10 | Matteo Montaguti     | AG2R La Mondiale                        |    | 1 min 42 s      |

|    | Coureur               | Équipe                                  |    | Temps            |
| -- | --------------------- | --------------------------------------- | -- | ---------------- |
| 1  | Daniel Díaz           | San Luis-Somos Todos                    | en | 16 h 49 min 52 s |
| 2  | Tejay van Garderen    | BMC Racing                              | +  | 17 s             |
| 3  | Alex Diniz            | Funvic Brasilinvest-São José dos Campos |    | 39 s             |
| 4  | Alberto Contador      | Saxo-Tinkoff                            |    | 1 min 04 s       |
| 5  | Jurgen Van den Broeck | Lotto-Belisol                           |    | 1 min 07 s       |
| 6  | Miguel Ángel Rubiano  | Androni Giocattoli-Venezuela            |    | 1 min 47 s       |
| 7  | Vincenzo Nibali       | Astana                                  |    | 2 min 14 s       |
| 8  | Mauro Santambrogio    | Vini Fantini-Selle Italia               |    | 2 min 17 s       |
| 9  | Michał Kwiatkowski    | Omega Pharma-Quick Step                 |    | 2 min 19 s       |
| 10 | Janier Acevedo        | Jamis-Hagens Berman                     |    | 2 min 20 s       |

### 6eétape
|    | Coureur               | Équipe                                  |    | Temps           |
| -- | --------------------- | --------------------------------------- | -- | --------------- |
| 1  | Alberto Contador      | Saxo-Tinkoff                            | en | 3 h 47 min 34 s |
| 2  | Daniel Díaz           | San Luis-Somos Todos                    | +  | 2 s             |
| 3  | Alex Diniz            | Funvic Brasilinvest-São José dos Campos |    | 2 s             |
| 4  | Arnold Alcolea        | Équipe nationale de Cuba                |    | 14 s            |
| 5  | Mauro Santambrogio    | Vini Fantini-Selle Italia               |    | 14 s            |
| 6  | Tejay van Garderen    | BMC Racing                              |    | 18 s            |
| 7  | Fabio Aru             | Astana                                  |    | 25 s            |
| 8  | Matteo Montaguti      | AG2R La Mondiale                        |    | 30 s            |
| 9  | José Mendes           | NetApp-Endura                           |    | 34 s            |
| 10 | Jurgen Van den Broeck | Lotto-Belisol                           |    | 42 s            |

|    | Coureur               | Équipe                                  |    | Temps            |
| -- | --------------------- | --------------------------------------- | -- | ---------------- |
| 1  | Daniel Díaz           | San Luis-Somos Todos                    | en | 20 h 37 min 38 s |
| 2  | Tejay van Garderen    | BMC Racing                              | +  | 33 s             |
| 3  | Alex Diniz            | Funvic Brasilinvest-São José dos Campos |    | 39 s             |
| 4  | Alberto Contador      | Saxo-Tinkoff                            |    | 1 min 02 s       |
| 5  | Jurgen Van den Broeck | Lotto-Belisol                           |    | 1 min 47 s       |
| 6  | Mauro Santambrogio    | Vini Fantini-Selle Italia               |    | 2 min 29 s       |
| 7  | Miguel Ángel Rubiano  | Androni Giocattoli-Venezuela            |    | 2 min 34 s       |
| 8  | Janier Acevedo        | Jamis-Hagens Berman                     |    | 3 min 00 s       |
| 9  | Bart De Clercq        | Lotto-Belisol                           |    | 3 min 14 s       |
| 10 | Vincenzo Nibali       | Astana                                  |    | 3 min 17 s       |

### 7eétape
|    | Coureur             | Équipe                       |    | Temps           |
| -- | ------------------- | ---------------------------- | -- | --------------- |
| 1  | Mattia Gavazzi      | Androni Giocattoli-Venezuela | en | 3 h 25 min 48 s |
| 2  | Peter Sagan         | Cannondale                   | +  | m.t             |
| 3  | Francisco Ventoso   | Movistar                     |    | m.t             |
| 4  | Maximiliano Richeze | Lampre-Merida                |    | m.t             |
| 5  | Bartłomiej Matysiak | CCC Polsat Polkowice         |    | m.t             |
| 6  | Juan José Haedo     | Jamis-Hagens Berman          |    | m.t             |
| 7  | Sacha Modolo        | Bardiani Valvole-CSF Inox    |    | m.t             |
| 8  | Manuel Belletti     | AG2R La Mondiale             |    | m.t             |
| 9  | Sebastián Tolosa    | Buenos Aires Provincia       |    | m.t             |
| 10 | Jens Debusschere    | Lotto-Belisol                |    | m.t             |

|    | Coureur               | Équipe                                  |    | Temps            |
| -- | --------------------- | --------------------------------------- | -- | ---------------- |
| 1  | Daniel Díaz           | San Luis-Somos Todos                    | en | 24 h 03 min 16 s |
| 2  | Tejay van Garderen    | BMC Racing                              | +  | 33 s             |
| 3  | Alex Diniz            | Funvic Brasilinvest-São José dos Campos |    | 39 s             |
| 4  | Alberto Contador      | Saxo-Tinkoff                            |    | 1 min 02 s       |
| 5  | Jurgen Van den Broeck | Lotto-Belisol                           |    | 1 min 47 s       |
| 6  | Mauro Santambrogio    | Vini Fantini-Selle Italia               |    | 2 min 29 s       |
| 7  | Miguel Ángel Rubiano  | Androni Giocattoli-Venezuela            |    | 2 min 34 s       |
| 8  | Janier Acevedo        | Jamis-Hagens Berman                     |    | 3 min 00 s       |
| 9  | Bart De Clercq        | Lotto-Belisol                           |    | 3 min 14 s       |
| 10 | Vincenzo Nibali       | Astana                                  |    | 3 min 17 s       |

## Classements finals

### Classement général
|    | Cycliste              | Pays       | Équipe                                  |    | Temps            |
| -- | --------------------- | ---------- | --------------------------------------- | -- | ---------------- |
| 1  | Daniel Díaz           | Argentine  | San Luis-Somos Todos                    | en | 24 h 03 min 16 s |
| 2  | Tejay van Garderen    | États-Unis | BMC Racing                              | +  | 33 s             |
| 3  | Alex Diniz            | Brésil     | Funvic Brasilinvest-São José dos Campos |    | 39 s             |
| 4  | Alberto Contador      | Espagne    | Saxo-Tinkoff                            |    | 1 min 02 s       |
| 5  | Jurgen Van den Broeck | Belgique   | Lotto-Belisol                           |    | 1 min 47 s       |
| 6  | Mauro Santambrogio    | Italie     | Vini Fantini-Selle Italia               |    | 2 min 29 s       |
| 7  | Miguel Ángel Rubiano  | Colombie   | Androni Giocattoli-Venezuela            |    | 2 min 34 s       |
| 8  | Janier Acevedo        | Colombie   | Jamis-Hagens Berman                     |    | 3 min 00 s       |
| 9  | Bart De Clercq        | Belgique   | Lotto-Belisol                           |    | 3 min 14 s       |
| 10 | Vincenzo Nibali       | Italie     | Astana                                  |    | 3 min 17 s       |

### Classements annexes
|   | Cycliste        | Équipe                                  | Points |
| - | --------------- | --------------------------------------- | ------ |
| 1 | Emanuel Guevara | San Luis-Somos Todos                    | 16     |
| 2 | Alex Diniz      | Funvic Brasilinvest-São José dos Campos | 16     |
| 3 | Jorge Giacinti  | San Luis-Somos Todos                    | 14     |

|   | Cycliste         | Équipe                 | Points |
| - | ---------------- | ---------------------- | ------ |
| 1 | Leandro Messineo | San Luis-Somos Todos   | 11     |
| 2 | Julián Gaday     | Buenos Aires Provincia | 10     |
| 3 | Guido Palma      | ASC Dukla Praha        | 8      |

|   | Cycliste        | Équipe                       |    | Temps            |
| - | --------------- | ---------------------------- | -- | ---------------- |
| 1 | Ariel Sívori    | Équipe nationale d'Argentine | en | 24 h 14 min 50 s |
| 2 | Facundo Lezica  | Équipe nationale d'Argentine | +  | 2 min 11 s       |
| 3 | Leandro Atencio | Équipe nationale d'Argentine |    | 27 min 58 s      |

|   | Équipe     | Pays       |    | Temps            |
| - | ---------- | ---------- | -- | ---------------- |
| 1 | BMC Racing | États-Unis | en | 72 h 25 min 29 s |
| 2 | Astana     | Kazakhstan | +  | 1 min 07 s       |
| 3 | Caja Rural | Espagne    |    | 1 min 53 s       |

## Évolution des classements
| Étape              | Vainqueur          | Classement général | Classement de la montagne | Classement des sprints | Classement du meilleur jeune | Classement par équipes  |
| ------------------ | ------------------ | ------------------ | ------------------------- | ---------------------- | ---------------------------- | ----------------------- |
| 1                  | Mark Cavendish     | Mark Cavendish     | Flavio De Luna            | Walter Pérez           | Lucas Gaday                  | Cannondale              |
| 2                  | Sacha Modolo       | Sacha Modolo       | Flavio De Luna            | Walter Pérez           | Lucas Gaday                  | Cannondale              |
| 3                  | Alex Diniz         | Alex Diniz         | Jorge Giacinti            | Leandro Messineo       | Alejandro Sivori             | Astana                  |
| 4                  | Svein Tuft         | Michał Kwiatkowski | Jorge Giacinti            | Leandro Messineo       | Alejandro Sivori             | Omega Pharma-Quick Step |
| 5                  | Emanuel Guevara    | Daniel Díaz        | Emanuel Guevara           | Leandro Messineo       | Alejandro Sivori             | San Luis-Somos Todos    |
| 6                  | Alberto Contador   | Daniel Díaz        | Emanuel Guevara           | Leandro Messineo       | Alejandro Sivori             | BMC Racing              |
| 7                  | Mattia Gavazzi     | Daniel Díaz        | Emanuel Guevara           | Leandro Messineo       | Alejandro Sivori             | BMC Racing              |
| Classements finals | Classements finals | Daniel Díaz        | Emanuel Guevara           | Leandro Messineo       | Alejandro Sivori             | BMC Racing              |

## Liste des participants
- Liste de départ complète